# Thirty Three & 1/3
Thirty Three & 1/3 (написание стилизовано как Thirty Three & 1/ॐ) (рус. Тридцать три и одна треть) — сольный альбом Джорджа Харрисона, вышедший в 1976 году.

## Об альбоме
Название диска связано с возрастом Харрисона на момент создания альбома и скоростью вращения грампластинки (в оборотах в минуту); стилизованное написание названия также отсылает к мантре «Ом» (ॐ).

## Список композиций
Автор всех песен — Джордж Харрисон, если не указано иное.
1. «Woman Don't You Cry For Me» — 3:18
  - Написана в 1969 году
2. «Dear One» — 5:08
3. «Beautiful Girl» — 3:39
  - Песня начата в 1969 году и закончена для Thirty Three & 1/3
4. «This Song» — 4:13
  - В этой песне Харрисон иронически обыграл ситуацию с судебным решением о плагиате мелодии песни «My Sweet Lord». На песню также был снят забавный клип с участием гитариста «Роллинг Стоунз» Рона Вуда, барабанщика Джима Келтнера и сотрудников компании Dark Horse Records.
5. «See Yourself» — 2:51
  - Написана в 1967 году
6. «It’s What You Value» — 5:07
7. «True Love» (Коул Портер) — 2:45
8. «Pure Smokey» — 3:56
  - Второе посвящение Харрисона Смоки Робинсону
9. «Crackerbox Palace» — 3:57
  - Crackerbox Palace — название лос-анджелесского особняка известного комедианта Лорда Бакли, к которому Харрисон относился с большим уважением. На песню был снят клип с участием членов группы «Монти Пайтон».
10. «Learning How To Love You» — 4:13
  - Посвящена Хербу Алперту и предназначалась для его альбома

## Участники записи
- Джордж Харрисон — вокал, гитары, синтезаторы, перкуссия
- Вилли Викс — бас
- Эмил Ричардс — маримба
- Элвин Тэйлор — ударные
- Гэри Райт — клавишные
- Дэвид Фостер — клавишные Fender Rhodes и клавинет[англ.]
- Ричард Ти — фортепиано, орган и клавишные Fender Rhodes
- Том Скотт — саксофон, флейта и лирикон[англ.]
- Билли Престон — фортепиано, орган и синтезатор (на «Beautiful Girl», «This Song» and «See Yourself»)